# Vulcan (Fehér megye)
Vulcan (Fehér megye) falu Romániában, Erdélyben, Fehér megyében.

## Fekvése
Csurulyásza közelében fekvő település.

## Története
Vulcan korábban Csuruleásza része volt, 1956 körül vált külön 149 lakossal.
1966-ban 150, 1977-ben 112, 1992-ben 112, 2002-ben pedig 93 román lakosa volt.